# Booneville (Mississippi)
Pour les articles homonymes, voir Booneville.
La ville de Booneville (en anglais [ˈbuːnvɪl]) est le siège du comté de Prentiss, situé dans l’État du Mississippi, aux États-Unis. Sa population s’élevait à 8 743 habitants lors du recensement de 2010.